# Маковкин, Александр Павлович
Александр Павлович Маковкин (27.07.(10.08.)1901 — 12.08.1951) — советский топограф, лауреат Сталинской премии.
Родился в Ярославле.
Послужной список:
- 1919—1920 делопроизводитель Ярославского уездного земельного отдела;
- 20.03—20.06.1920 красноармеец 29-го запасного стрелкового полка Московского военного округа (Калуга);
- 20.06.1920—1923 курсант Петроградской военно-топографической школы. В марте 1921 г. в составе 2-го курсантского полка Северной группы войск 7-й армии участвовал в подавлении Кронштадтского восстания;
- 01.10.1923—1924 младший производитель топографических работ 2-го военно-топографического отряда с прикомандированием к военно-картографическому отделу УВТ РККА;
- 13.04.1924- 1925 старший производитель топографических работ 10-го военно-топографического отряда;
- 24.11.1925-8.11.1926 слушатель курсов усовершенствования военных топографов при Военно-топографической школе РККА;
- 15.12.1925—1930 — топограф 3-го военно-топографического отряда;
- 23.02.1930—1935 — помощник командира, командир учебного отряда Военно-топографической школы РККА;
- 8.04.1935—1937 начальник штаба топогеодезического отряда Ленинградского военного округа (с 1936 г. 39-й моторизованный топографический отряд);
- 16.05.1937-1939 в запасе РККА;
- 31.10.1939-1940 инженер штаба 63-го геодезического отряда Забайкальского военного округа;
- 10.04—5.10.1940 инженер, с 24.07.1940 г. начальник штаба 6-го топографического отряда Забайкальского военного округа;
- 5.10.1940—1942 — помощник начальника топографического отделения отдела ВТС штаба Забайкальского военного округа, с 23.07.1941 г. — полевого управления Забайкальского фронта;
- 5.06.1942-1945 — командир 4-го топографического отряда Забайкальского фронта. Награждён орденами Красной Звезды (23.08.1944) и Красного Знамени (03.11.1944);
- 22.05.1945- 1946 — слушатель Высших офицерских курсов ВТС при ВИА им. В. В. Куйбышева;
- 30.04.1946-12.08.1951 — командир особого горно-экспедиционного топографического (с 1951 г. — 43-го топогеодезического) отряда Туркестанского военного округа.

Полковник (16.05.1949). Награждён орденом Ленина (06.11.1947).
При возвращении в отряд из штаба округа 12.08.1951 был отравлен в поезде Ташкент-Наманган.
В 1952 г. за разработку новой методики и создание точной топографической карты Памира посмертно присуждена Сталинская премия.